# Access Virus
Access Virus是德国公司Access Music GmbH的数仿模拟合成器品牌，最新的产品为2009年发布的Access Virus TI2。

## 简介
- 它的第一个产品于1997年发布。[2]早期的型号包括Virus A，Virus B和Virus C，每种都有不同的硬件配置。
- 2005年11月，Virus TI系列发布，包括61键的Virus TI Keyboard和37键的Virus TI Polar，其中"TI"的全称为"Total Integration"[3]。
- 2008年2月发布了一个小型桌面合成器，名为Virus TI Snow。
- 2009年3月发布了Virus TI系列的修订版Virus TI2，其被称为“合成器界的法拉利”[4]，具有更快的数字信号处理（DSP），更大的复音性，更多效果，设计也略有变化。

## 知名用户
- Access Virus 已经被Trance和Techno音乐作曲家广泛使用, 包括了 Headhunterz, Hardwell, Angerfist, Paul Oakenfold, DJ Sammy 和 Sasha.[5]
- 此合成器也广泛地被不同创作风格的作曲家使用，例如t.A.T.u, The Prodigy, TOOL, Covenant, Periphery,  Velvet Acid Christ, VNV Nation, MOHRGANT, Nine Inch Nails, Front Line Assembly, Gregory Hot, Carlos Shaw, Craig Burrows, Owl City, Gary Numan, Thomas Dolby, Myon & Shane 54, fripSide, Depeche Mode, Jean-Michel Jarre, Barenaked Ladies, Celine Dion, Dr. Dre, Linkin Park, No Doubt, Radiohead, Ryan Leslie, Stevie Wonder, Jim Jonsin, Michael Jackson, Hans Zimmer[6] 和 Klaus Badelt.
- Minecraft的作曲家Daniel Rosenfeld 也使用了该合成器。